# Yanis Lenne
Pour les articles homonymes, voir Lenne.
Yanis Lenne, né le 29 juin 1996 à Colmar, est un joueur français de handball évoluant au poste d'ailier droit au Veszprém KSE.
International depuis 2016, il participe à sa première compétition internationale à l'occasion du Championnat d'Europe 2022. Le 28 janvier 2024, il devient champion d'Europe avec l'équipe de France.

## Biographie

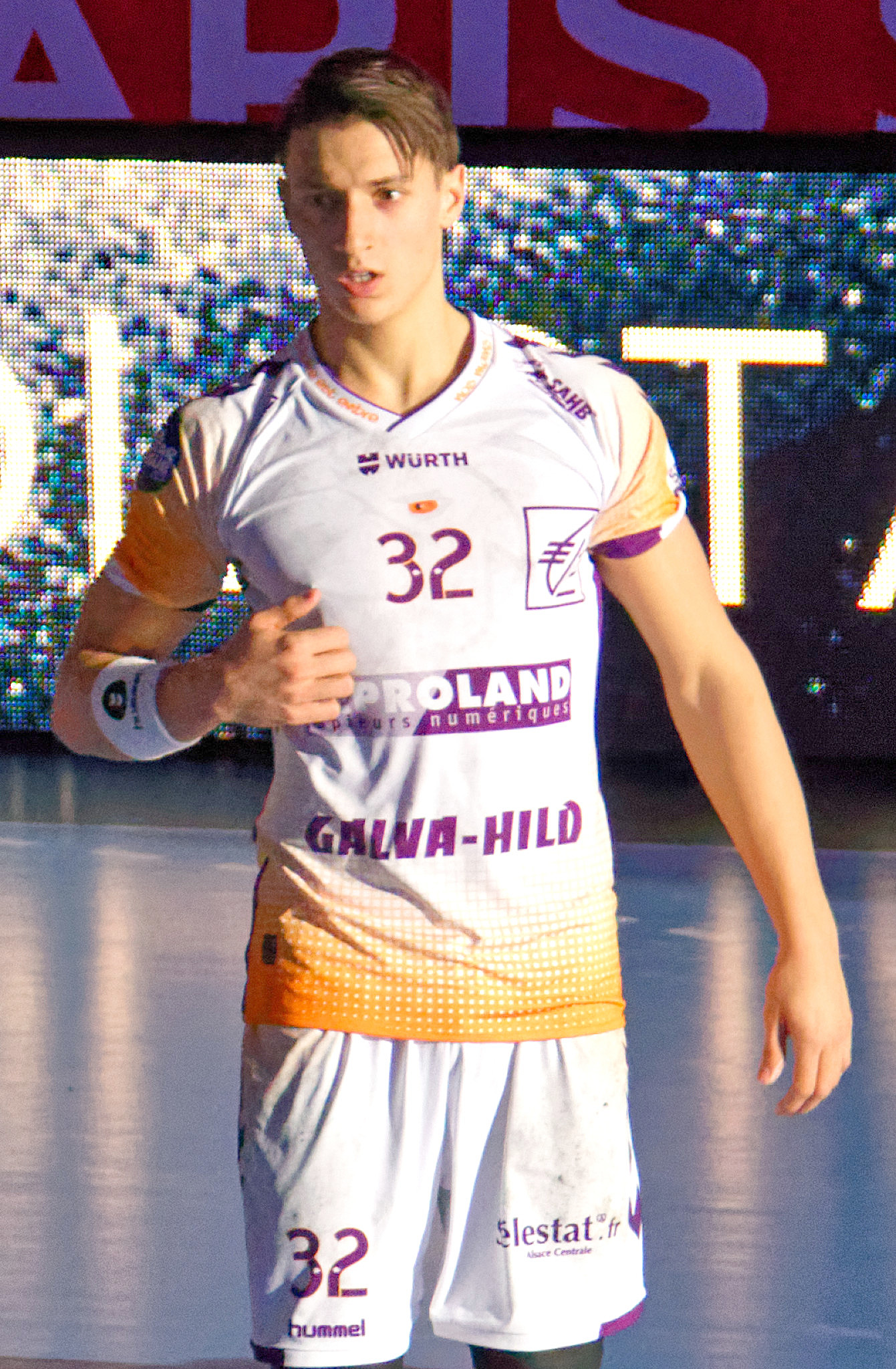
Yanis Lenne avec le Sélestat Alsace Handball en 2016.

Yanis Lenne est formé au club du Sélestat Alsace Handball par Thierry Demangeon et joue ses premiers matchs en championnat de France en octobre 2014. Il signe son premier contrat professionnel au Sélestat Alsace Handball en 2015. 
Retenu en équipe de France jeunes, il est champion d'Europe des moins de 18 ans en 2014 et champion du monde jeunes en 2015. Le 3 novembre 2016, il connait sa première sélection en équipe de France A face à la Lituanie à l'occasion d'un match de qualification pour le championnat d'Europe 2018. Puis il fait partie des 21 joueurs sélectionnés en équipe de France pour la préparation au mondial 2017 et est finalement retenu comme remplaçant. N'ayant pas été aligné sur une feuille de match pendant le tournoi, il n'est donc pas champion du monde pour ce championnat ; mais Daniel Narcisse, alors capitaine de l'équipe de France, l'invita à aller sur le terrain pendant la cérémonie de remise des médailles, il en obtiendra une symbolique et pourra participer aux différentes sorties de l'équipe pour fêter la victoire avec eux : il portera par exemple la coupe lors de la traditionnelle présentation au palais de l'Élysée.
Peu après cet événement, il participe à la quatrième édition des Hand Star Game en tant que titulaire de la sélection française, grâce à ses performances en championnat, et ce bien que son équipe en soit la lanterne rouge. 
A la fin de la saison 2016-2017, il signe pour 4 ans au FC Barcelone, qui rachète pour 50 000 € sa dernière année de contrat à Sélestat.
En octobre 2017, il participe à la première étape de la Golden League avec l'équipe de France. Il fait ensuite partie des 21 joueurs sélectionnés en équipe de France pour la préparation à l'Euro 2018, mais ne sera finalement pas retenu.
En septembre 2018, il est prêté à Aix en tant que joker médical jusqu'à la fin de l'année 2018. Son prêt sera finalement prolongé jusqu'à la fin de saison.
Il est annoncé à Montpellier en janvier 2019 pour un transfert effectif à partir de la saison 2020-2021. Il rejoint finalement le club héraultais dès l'intersaison 2019.
Après le retraite internationale de Luc Abalo à l'issue du titre olympique en 2021, Yanis Lenne participe à sa première compétition internationale à l'occasion du Championnat d'Europe 2022.
En janvier 2025, le Veszprém KSE annoncer racheter ses deux années de contrat à Montpellier et Lenne s'engage avec le club hongrois pour quatre saisons.
Mais en avril, il se blesse à nouveau : touché aux adducteurs en août 2023, obligé de prématurément quitter les Jeux olympiques de Paris en raison d'une entorse à une cheville, perturbé par des problèmes au dos l'obligeant à renoncer au Mondial 2025, l'ailier subit cette fois une rupture d'un tendon d'Achille.

## Palmarès

### En clubs
Compétitions internationales
- Ligue des champions
  - Vainqueur (1) : 2018
- Ligue européenne
  - Finaliste (1) : 2025
  - Quatrième (1) : 2023

Compétitions nationales
- Vainqueur du Championnat d'Espagne (1) : 2018
- Vainqueur de la Coupe ASOBAL (1) : 2018
- Vainqueur de la Coupe d'Espagne (1) : 2018
- Vainqueur de la Supercoupe d'Espagne (2) : 2017, 2018
- Deuxième du Championnat de France (2) : 2021, 2023
- Coupe de France
  - Vainqueur (1) : 2025
  - Finaliste (2) : 2021, 2023
- Finaliste du Championnat de France de D2 (1) : 2016

### En sélection
En équipes de France A
- Championnats du monde :
  -  Médaille d'argent au championnat du monde 2023 en Suède et en Pologne
- Championnats d'Europe :
  - 4e place au championnat d'Europe 2022 en Hongrie et en Slovaquie
  -  Médaille d'or au championnat d'Europe 2024 en Allemagne
- Jeux olympiques
  - 8e place aux Jeux olympiques de 2024

En équipes de France jeunes et junior
- Vainqueur du championnat d'Europe -18 ans en 2014
- Vainqueur du championnat du monde jeunes en 2015
- Médaille de bronze du championnat d'Europe des -20 ans en 2016
- Médaille de bronze du Championnat du monde junior 2017